# IC 48
IC 48 је лентикуларна галаксија у сазвјежђу Кит која се налази на листи објеката дубоког неба у Индекс каталогу.
Деклинација објекта је - 8° 11' 8" а ректасцензија 0h 43m 34,4s. Привидна величина (магнитуда) објекта IC 48 износи 13,1 а фотографска магнитуда 14,1. IC 48 је још познат и под ознакама IC 1577, MCG -1-3-1, IRAS 00410-0827, PGC 2603.